# An Phú (Quảng Nam)
An Phú is een phường van Tam Kỳ, de hoofdstad van de provincie Quảng Nam.
De Bàn Thạch stroomt door An Phú.